# Râul Brădești
Râul Brădești este un curs de apă, afluent de stânga al râului Jiu.